# Sędki (województwo warmińsko-mazurskie)
Sędki (niem. Sentken) – wieś w Polsce położona w województwie warmińsko-mazurskim, w powiecie ełckim, w gminie Ełk.
W latach 1975–1998 miejscowość położona była w województwie suwalskim.